# محكمة الباشا (الدار البيضاء)
محكمة الباشا في مدينة الدار البيضاء المغربية هي محكمة وإقامة الباشا وسجن في مبني مجمع واحد.

## تاريخها
في يناير 1930، قرر باشا الدار البيضاء آنذاك الطيب المقري، ثاني ابن الصدر الأعظم محمد بن عبد السلام المقري، إنشاء محكمة أهلية جديدة في حي الأحباس أي الحبوس. صممها المهندس المعماري أغوسط كاداي (Auguste Cadet) المقيم بالدار البيضاء والمشارك في التصاميم الكثيرة في العاصمة الصناعية وخصيصا في الحبوس.
تحقق بناء المحكمة أثناء الحرب العالمية الثانية، حين كانت القوات الفرنسية تستولي على معظم مواد البناء المعاصرة، مثل الأسمنت والحديد، في مستعمراتها. فمع أن المحكمة بنيت في منتصف القرن العشرين، فهي بنيت بطريقة تقليدية تنتمي إلى قرون ماضية، أي حجرا بحجر. وتتسم المحكمة بخصائص معمارية تقليدية مغربية-عربية-أندلسية بامتياز، فمثلا: خشب الأرز المستأصل من منطقة الأطلس المتوسط والجبس المنقوش وقطع الزليج اللامعة والملونة والفناء الداخلي بأسلوب الرياض المغربي-الأندلسي بالرخام الأبيض والرمادي.

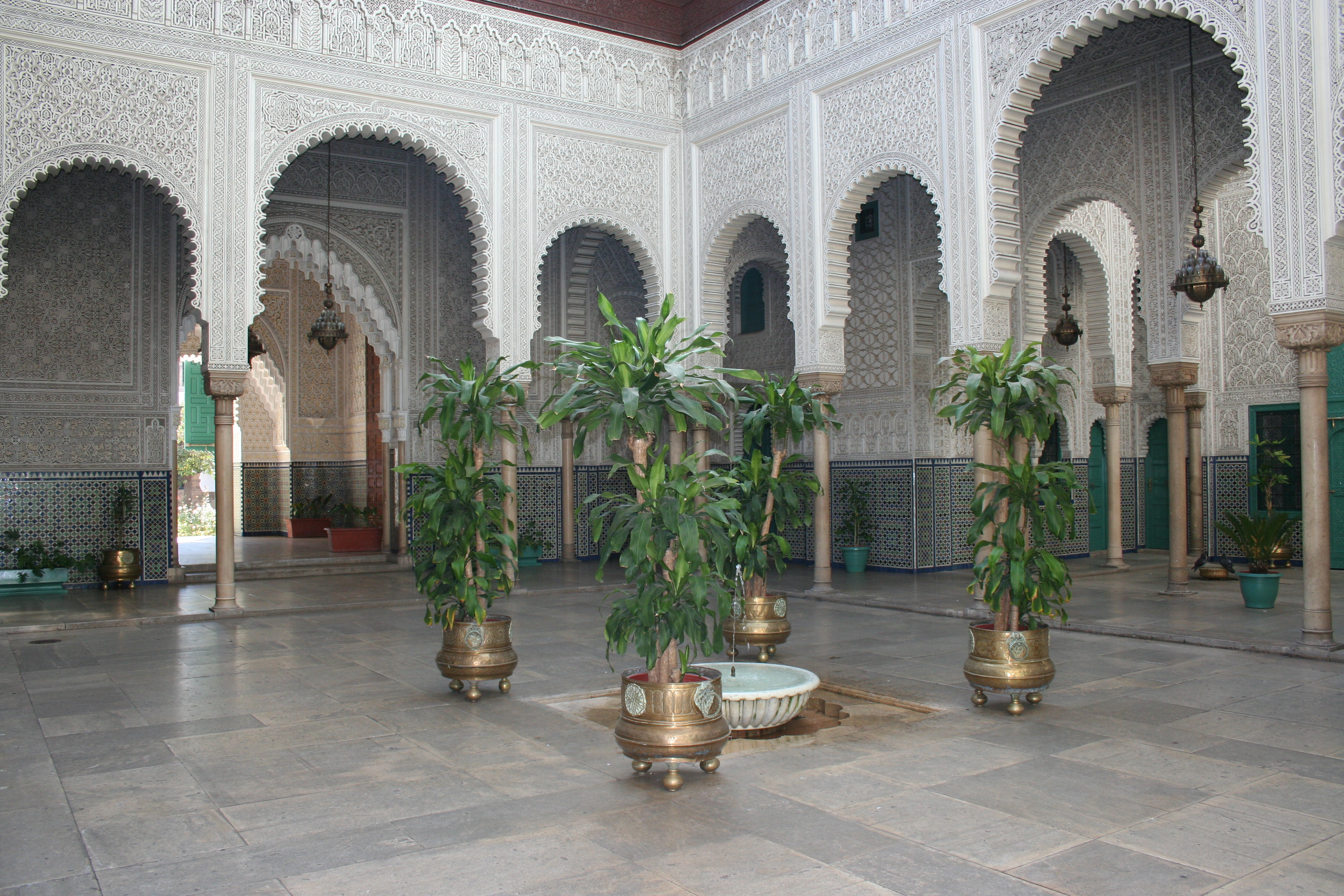
داخلية المبنى
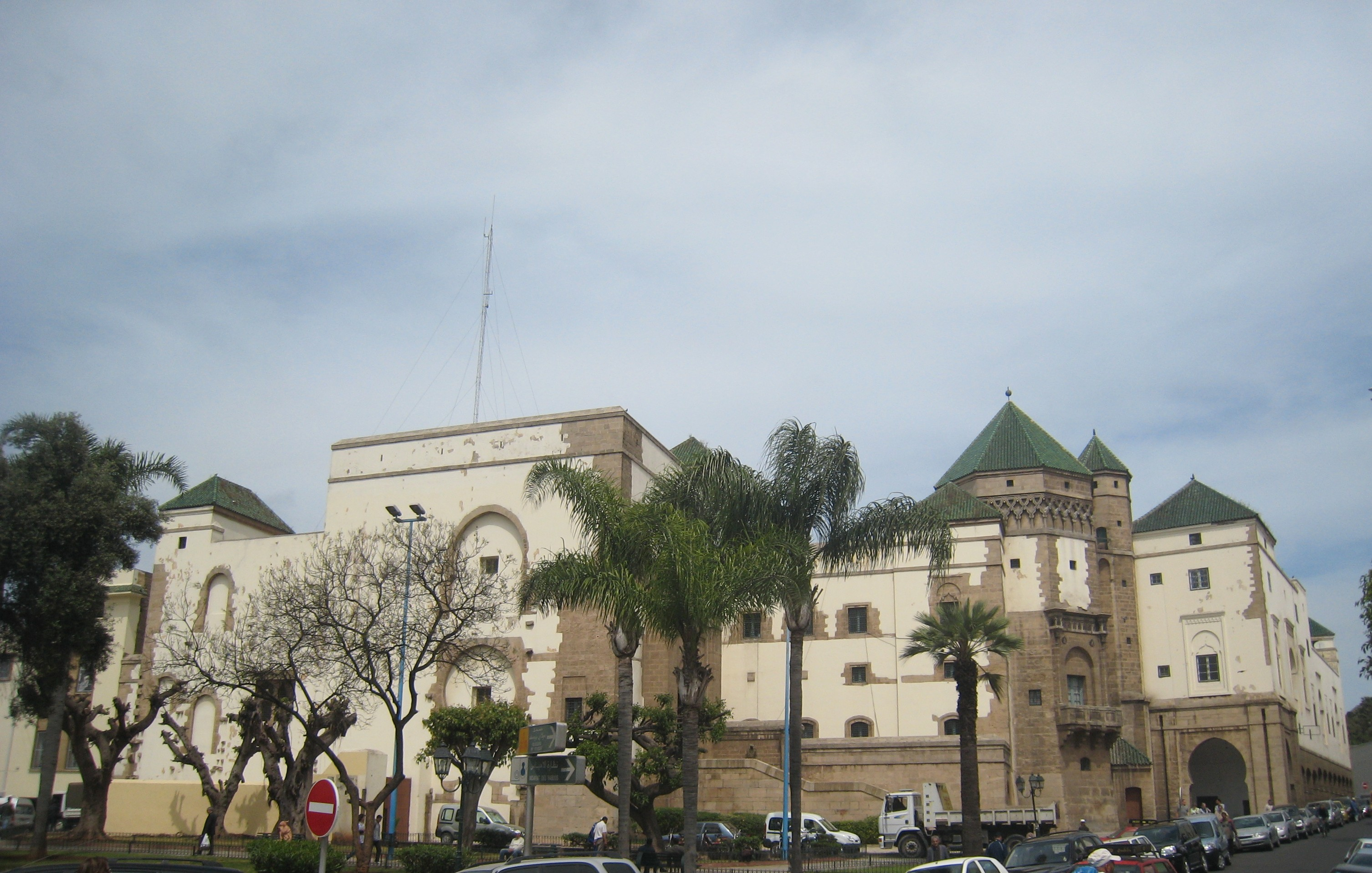
المحكمة من الخارج
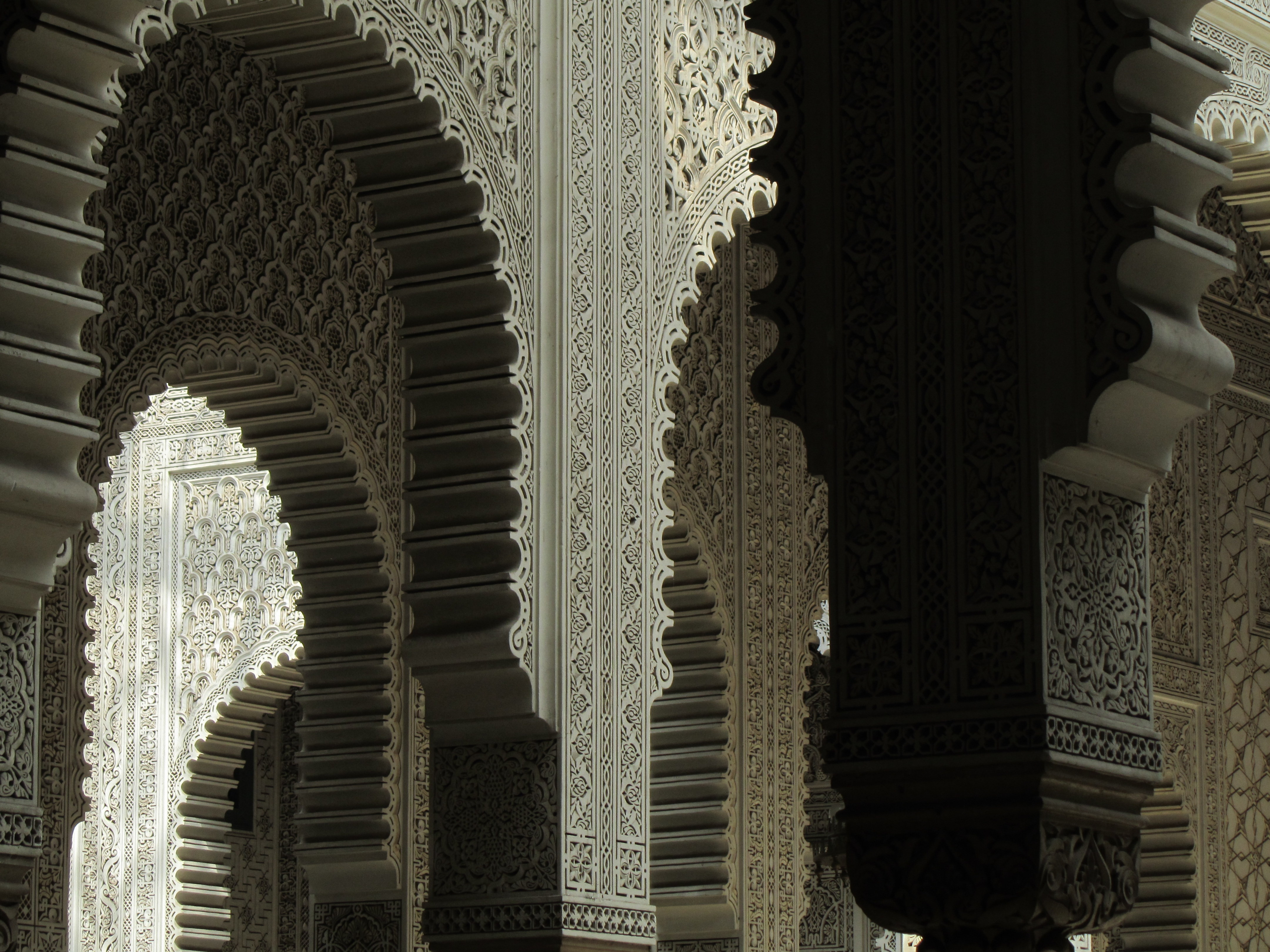
النقش المغربي التقليدي
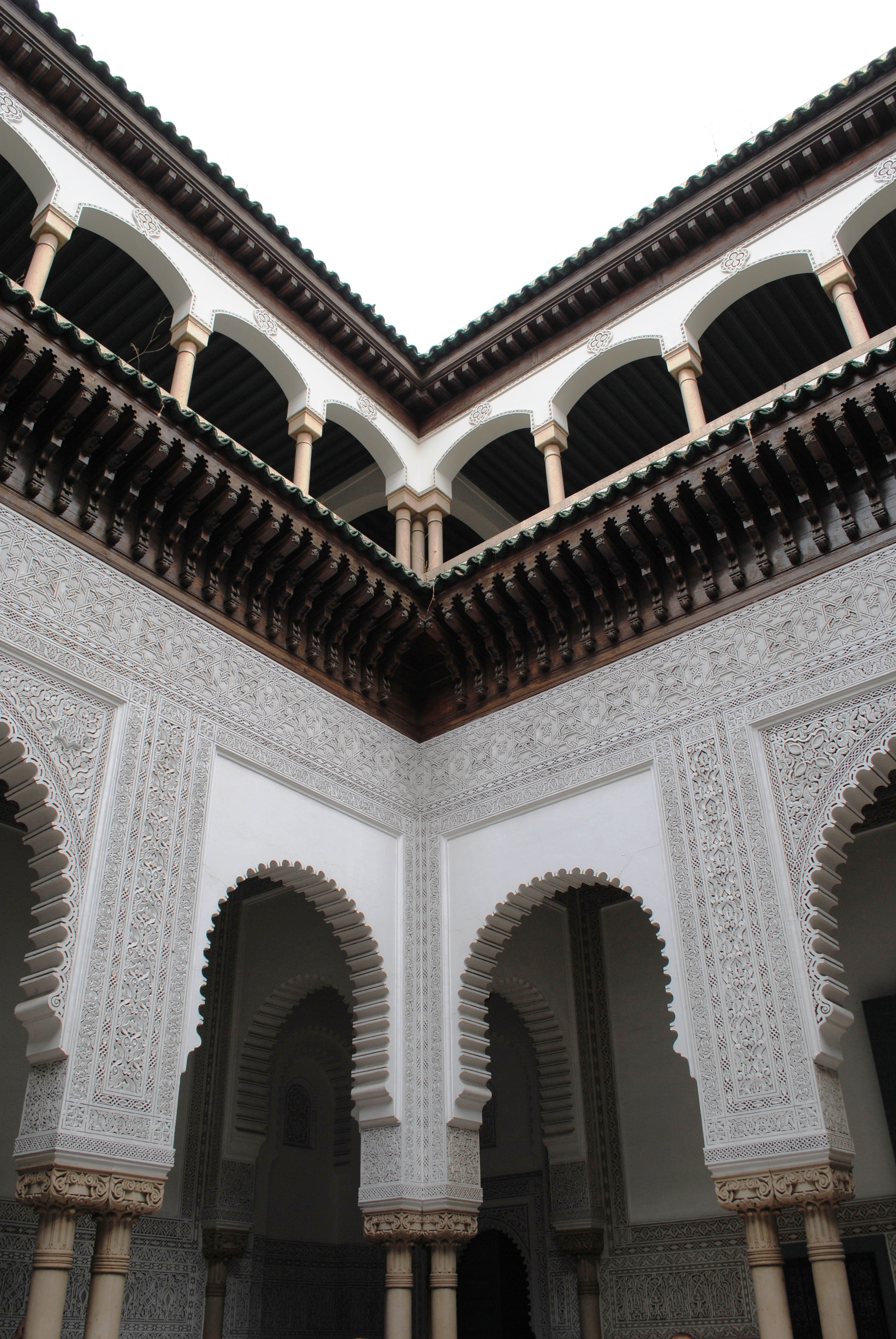
جمالية العمارة المغربية التقليدية